# Вибропреобразователь

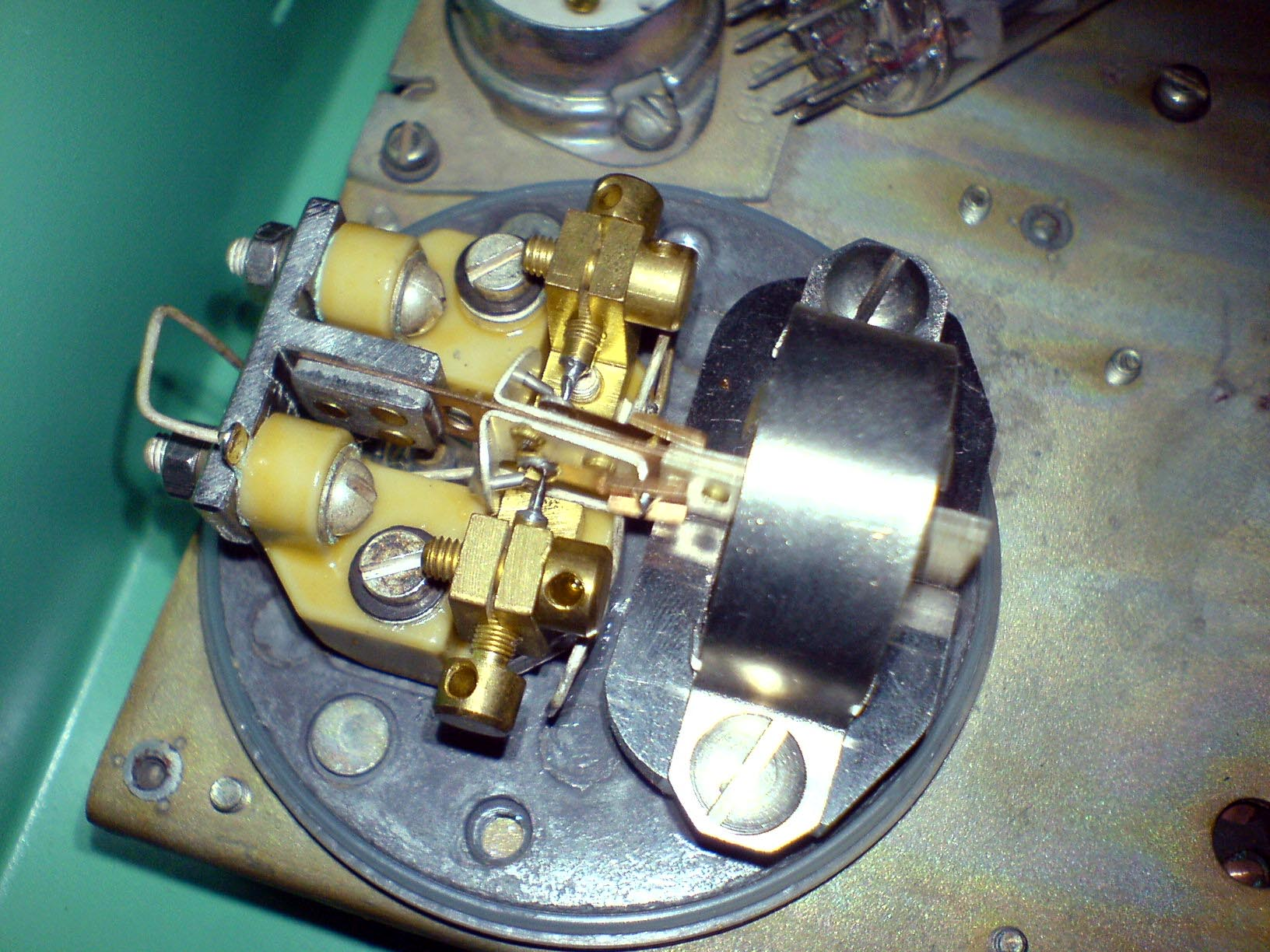
Вибропреобразователь ВПМ в работе, кожух снят. Иономер pH-340

Вибропреобразова́тель — электромеханическое устройство, предназначенное для преобразования постоянного низкого напряжения в переменное напряжение посредством переключения контактов.
Разделяются на силовые и измерительные преобразователи.
Силовые вибропреобразователи предназначены для преобразования низкого напряжения, например, от аккумуляторных батарей в переменное напряжение, которое далее подается на трансформатор, ко вторичной обмотке которого подключён выпрямитель. Ранее использовались для получения высокого постоянного напряжения (100—400 В) для питания анодных цепей вакуумных ламп электронных устройств. В настоящее время полностью вытеснены полупроводниковыми преобразователями.
Измерительные вибропреобразователи применяются для преобразования малых и сверхмалых постоянных напряжений, получаемых от измерительных датчиков, например, термопар в переменное напряжение, которое удобно усиливать усилителем переменного напряжения. На выходе усилителя переменного напряжения включён либо фазочувствительный детектор, либо синхронный детектор, выполняющий преобразование переменного напряжения в постоянное. Такая структура образует прецизионный усилитель постоянного тока, температурный дрейф которого определяется только дрейфом вибропреобразователя и может быть снижен до долей микровольта.

## Принцип действия силовых вибропреобразователей

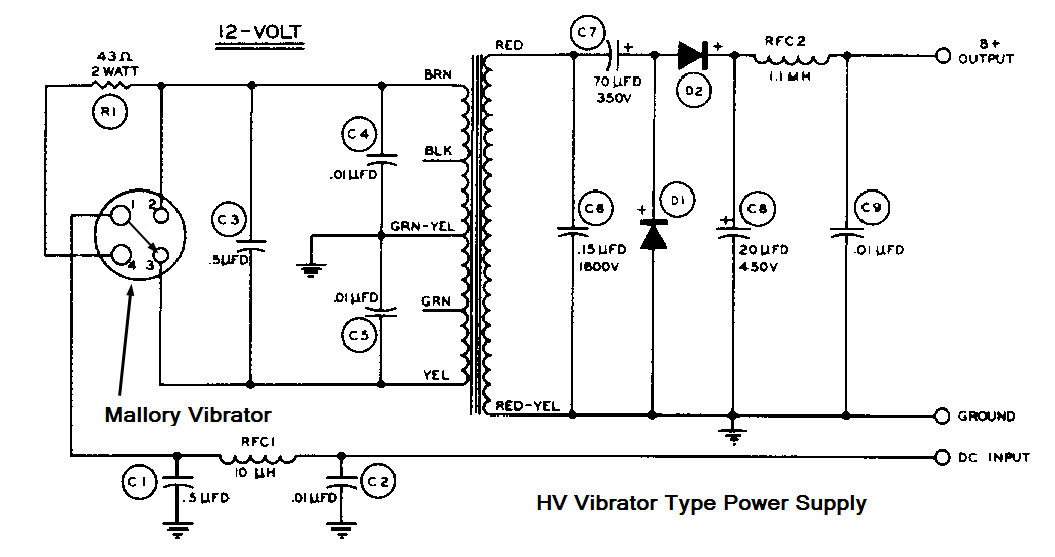
Схема вибропреобразовательного повышающего инвертора. В выпрямителе применены полупроводниковые диоды (выпрямитель асинхронного типа).

Такие устройства представляют собой электромеханическую автоколебательную систему, включающую электромагнит с подвижным сердечником (якорем) и несколько контактов, управляемых положением сердечника. Постоянный ток от источника низкого напряжения подается на обмотку электромагнита. Ферромагнитный якорь электромагнита, притягиваясь к ферромагнитному сердечнику электромагнита, размыкает контакты, через которые на эту обмотку подается низкое напряжение. Пружина, связанная с якорем возвращает якорь в исходное положение. Таким образом, якорь колеблется с частотой несколько десятков Гц. Другие контакты, связанные с якорем, периодически переключают источник низкого напряжения поочередно то к одной, то к другой половине первичной обмотки повышающего трансформатора. В результате по первичной обмотке протекает переменный ток. Со вторичной обмотки трансформатора снимается переменное высокое напряжение. Для преобразования этого переменного напряжения в высокое постоянное напряжение ко вторичной обмотке подключён выпрямитель.
Чтобы получить на выходе постоянное напряжение, ещё одна группа контактов (механический выпрямитель), связанная с якорем электромагнита, синхронно переключает вторичную обмотку трансформатора так, чтобы направление тока в нагрузке оставалось постоянным (синхронный преобразователь), либо переменный ток со вторичной обмотки подается на внешний диодный выпрямитель (асинхронный преобразователь).

## Принцип действия измерительных преобразователей
В измерительных преобразователях обмотка электромагнита обычно питается от пониженного напряжения сетевой частоты. Частота собственных механических колебаний подвижного якоря настроена на механический резонанс с частотой питающей сети (обычно 50 Гц).
В ранних самопищущих проборах (самописцах), сейчас вышедших из употребления, применялась следующая схема. С якорем вибропреобразователя связан подвижный контакт, который поочередно замыкается с двумя боковыми неподвижными контактами. На один из боковых контактов подается входной сигнал, на второй — сигнал обратной связи, снимаемый с реохорда (потенциометра), движок (скользящий контакт) которого механически связан с пером самописца. Если на боковых контактах имеются разные постоянные напряжения, то на центральном контакте появляются пульсации, амплитуда которых пропорциональна разности входных напряжений, а фаза отражает знак этой разности. Если измеряемое напряжение больше напряжения обратной связи, то на центральном (перекидном) контакте вибропреобразователя появятся пульсации в одной фазе с напряжением, питающим электромагнит. Эти пульсации усиливаются со сдвигом по фазе на 90 градусов усилителем переменного напряжения. Усиленное переменное напряжение подается на одну из обмоток двухфазного асинхронного электродвигателя, на другую всегда подается неизменное переменное напряжение в одной фазе с питающим вибропреобразователь. Электродвигатель сконструирован так, что магнитные поля этих двух обмоток взаимноперпендикулярны. При появлении напряжения на обмотке, присоединённой к усилителю, ротор двигателя приходит во вращение, и с помощью системы тросиков и шкивов перемещает скользящий контакт потенциометра и связанное с ним перо самописца до тех пор, пока постоянное напряжение, снимаемое с движка потенциометра не станет равным измеряемому. Если измеряемое напряжение станет меньше напряжения обратной связи, то двигатель будет вращаться в другую сторону, так как на его обмотках фазы напряжения окажутся сдвинуты не на 90 градусов, а на −90. Таким образом эта следящая электромеханическая система компенсирует сигнал рассогласования между входным сигналом и сигналом обратной связи. По такому принципу работает, например, самописец КСП-4.
Подобные схемные решения позволяют строить усилители постоянного тока практически без дрейфа нуля.

## Применение
Вибропреобразователи широко применялись до начала 1950-х гг. для питания портативной и бортовой ламповой аппаратуры — портативных и автомобильных радиоприёмников, радиостанций и пр. от аккумуляторов и гальванических элементов. Тогда, во многих случаях, это оказывалось проще, компактнее и экономически выгоднее, чем питание от высоковольтных анодных батарей. Выпускались вибропреобразователи с выходным напряжением до 400 В и более, током нагрузки до 90 мА. Коэффициент полезного действия достигал 40—80 %.
Недостатки силовых вибропреобразователей — высокий уровень создаваемых им импульсных электрических помех, акустический шум, низкая надежность контактов и дребезг последних. Вибропреобразователь требовал тщательного экранирования, эффективной фильтрации выходного напряжения, герметизации механической части прибора — вибратора и контактов. Ресурс вибропреобразователя обычно не превышал 1000 часов непрерывной работы из-за износа контактов. Поэтому вибропреобразователи практически не применялись для питания ответственных электронных приборов, например, военных или авиационных, в этих применениях предпочитали электромашинные преобразователи — умформеры.
С развитием полупроводниковых приборов вибропреобразователи были практически полностью вытеснены транзисторными преобразователями напряжения, гораздо более экономичными, долговечными и практически бесшумными.
Другая область применения вибропреобразователей — измерительные приборы. С их использованием строились автоматические компенсационные системы, самописцы (например, КСП-4), pH-метры, милли- и микровольтметры постоянного тока. Позднее стали использоваться преобразователи с динамическим конденсатором. Сегодня и из этих областей применения вибропреобразователи почти полностью вытеснены полупроводниковыми устройствами — сверхпрецизионными операционными усилителями (примеры — К140УД24, К140УД13), работающие по тому же принципу (модулятор — усилитель переменного напряжения — демодулятор), но использующие в качестве ключей не механические контакты, а бесконтактные ключи на полевых МОП-транзисторах.